# Kloster (Deutschlandsberg)
Kloster è una frazione di 194 abitanti del comune austriaco di Deutschlandsberg, nel distretto di Deutschlandsberg (Stiria). Già comune autonomo, il 1º gennaio 2015 è stato aggregato a Deutschlandsberg assieme agli altri ex comuni di Bad Gams, Freiland bei Deutschlandsberg, Osterwitz e Trahütten.